# Kirbya nigripennis
Kirbya nigripennis är en tvåvingeart som först beskrevs av Charles Howard Curran 1927.  Kirbya nigripennis ingår i släktet Kirbya och familjen parasitflugor.
Artens utbredningsområde är Oregon. Inga underarter finns listade i Catalogue of Life.